# Чернявский сельсовет (Хотимский район)
Чернявский сельсовет — упразднённая административная единица на территории Хотимского района Могилёвской области Белоруссии.

## Географическое положение
Сельсовет находится в западной части Хотимского района. Граничит с Тростинским, Берёзковским сельсоветами и Костюковичским районом.
Центр деревня Чернявка находится на расстоянии 24 км от Хотимска.

## История
В 2011 году упразднён Чернявский сельсовет.

## Экономика
- СПК « Октябрь-Берёзки» подразделение «Авангард-Ельня»

## Социальная сфера
На территории сельсовета расположены: ГУО «Ельнянская СШ», ГУО «Ельнянский детский сад», Ельнянская СВА, аптека, 2 отделения почтовой связи, 2 магазина, 2 сельских дома культуры: Ельнянский и Максимовский, 2 сельских библиотеки, комплексно-приемный пункт.

## Состав
Чернявский сельсовет включает 10 населённых пунктов:
- Александровичи — деревня.
- Андроновщина — деревня.
- Артюховка — деревня.
- Ельня — агрогородок.
- Кленовка — деревня.
- Криничка — деревня.
- Мартиновка — деревня.
- Новый Путь — деревня.
- Селище — деревня.
- Чернявка — деревня.

Упразднённые населённые пункты:
- Восточный Путь — деревня.
- Зеленец — деревня.